# Russ Smith
Russ Anton Smith (New York, 19 aprile 1991) è un cestista statunitense.

## Carriera
A livello universitario, Smith trascorre quattro stagioni in NCAA con i Louisville Cardinals. Al suo terzo anno, contribuisce alla conquista del titolo NCAA 2013 con medie pari a 18,7 punti, 3,3 rimbalzi, 2,9 assist e 2,1 palle rubate a partita. La sua maglia numero 2 verrà poi ritirata dall'ateneo nel 2022, quinto giocatore di sempre dei Cardinals a ricevere tale onorificenza.
Selezionato dai Philadelphia 76ers alla quarantasettesima chiamata del Draft NBA 2014, nello stesso giorno viene ceduto ai New Orleans Pelicans in cambio di Pierre Jackson. Durante la prima parte della sua annata da rookie, si è diviso tra le prime apparizioni in NBA ed altre partite giocate in NBA Development League con i Fort Wayne Mad Ants.
Il 15 gennaio 2015, Smith viene girato ai Memphis Grizzlies in virtù di uno scambio multiplo a tre squadre che coinvolgeva anche i Boston Celtics. Anche in questo caso Smith continua a dividersi tra la NBA (con i Grizzlies) e la NBA Development League (con gli Iowa Energy). Il 3 maggio 2015 debutta nei play-off NBA, in occasione della sconfitta per 101-86 sul campo dei Golden State Warriors valida per le semifinali della Western Conference. Anche durante la sua seconda stagione tra i pro, Smith continua ad alternarsi tra NBA e D-League, fintanto che il 29 dicembre 2015 non viene tagliato. Pochi giorni più tardi viene ingaggiato da un'altra squadra della D-League, i Delaware 87ers. Il 18 marzo 2016, nella sconfitta contro i Canton Charge, Smith mette a segno 65 punti, stabilendo così un nuovo record per quella lega.
Nel luglio 2016 firma un contratto annuale con i turchi del Galatasaray, con cui debutta anche in Eurolega. Nel successivo mese di dicembre, tuttavia, la dirigenza giallorossa decide di tagliare il giocatore, che torna a giocare con i Delaware 87ers.
Nel giugno 2017 sono i cinesi del Luoyang Zhonghe (militanti nella seconda serie nazionale) ad ufficializzare il suo ingaggio. Al debutto con la nuova squadra, Smith realizza 62 punti. Il 5 luglio segna addirittura 81 punti in una singola partita, vinta per 142-130 contro gli Henan Golden Elephants: in quell'occasione mette a referto 15/26 al tiro da due punti, 10/17 al tiro da tre punti e 21/22 ai tiri liberi. La sua media personale a fine torneo è di 60,5 punti segnati a partita.
A seguito di queste prestazioni da record, Smith viene chiamato dai Fujian Sturgeons militanti in CBA, la massima serie cinese. In questa stagione la sua media è invece di 33,6 punti a gara. Continua poi a giocare in Cina anche successivamente, indossando le maglie del Guizhou Guwutang Tea e dei Sichuan Blue Whales, parentesi inframezzate da una breve esperienza a Porto Rico con i Cariduros de Fajardo. Nel gennaio 2022 disputa sette partite in NBA Development League con la sua vecchia squadra dei Fort Wayne Mad Ants, con cui viaggia a 16,4 punti. Nel settembre 2022 si unisce agli israeliani dell'Hapoel Be'er Sheva, ma il suo contratto viene terminato dopo una partita di campionato e una di Lega Balcanica.
Il 30 novembre 2022 approda ufficialmente nella Serie A2 italiana con la chiamata da parte della Pallacanestro Nardò. Con 24,3 punti di media in venti partite tra prima e seconda fase del torneo, Smith è il faro offensivo della formazione pugliese che raggiunge un posto nei play-off, dove poi arriva un'eliminazione per 3-1 ai quarti di finale contro Cantù. Smith viene confermato anche per l'annata seguente, in cui viaggia a 20,8 punti di media in ventisette presenze tra regular season e fase a orologio, e a 15,6 punti di media nelle nove gare del girone salvezza concluso dalla squadra granata con la permanenza in categoria.
Nel novembre 2024 firma in Iran con il Tabiat per il resto della stagione 2024-2025.
Il 6 febbraio 2025 viene ufficializzato l'inizio di una sua nuova parentesi al Nardò Basket, squadra che lo ha ingaggiato per sostituire l'infortunato Avery Woodson e impegnata nella lotta salvezza nella Serie A2 2024-2025. Il 16 maggio 2025, in gara 4 dei play-out contro la JuVi Cremona, realizza il suo massimo in carriera in Italia segnando 50 punti con 8/13 da due, 6/13 da tre e 16/16 ai tiri liberi. La formazione pugliese si aggiudica quella partita ma perde poi la serie 1-3, retrocedendo in Serie B Nazionale.

## Statistiche
| † | Denota le stagioni in cui ha vinto il titolo |

### NCAA
| Anno       | Squadra              | PG  | PT | MP   | TC%  | 3P%  | TL%  | RP  | AP  | PRP | SP  | PP   |
| ---------- | -------------------- | --- | -- | ---- | ---- | ---- | ---- | --- | --- | --- | --- | ---- |
| 2010-2011  | Louisville Cardinals | 17  | 0  | 5,6  | 34,1 | 41,2 | 60,0 | 0,4 | 0,8 | 0,8 | 0,1 | 2,2  |
| 2011-2012  | Louisville Cardinals | 39  | 7  | 21,1 | 35,6 | 30,6 | 76,4 | 2,5 | 1,9 | 2,2 | 0,0 | 11,5 |
| 2012-2013† | Louisville Cardinals | 40  | 37 | 30,2 | 41,4 | 32,8 | 80,4 | 3,3 | 2,9 | 2,1 | 0,1 | 18,7 |
| 2013-2014  | Louisville Cardinals | 37  | 36 | 29,3 | 46,8 | 38,7 | 70,5 | 3,3 | 4,6 | 2,0 | 0,1 | 18,2 |
| Carriera   | Carriera             | 133 | 80 | 24,1 | 41,3 | 34,5 | 76,0 | 2,7 | 2,8 | 1,9 | 0,1 | 14,3 |

#### Massimi in carriera
- Massimo di punti: 42 vs Houston (14 marzo 2014)[19]
- Massimo di rimbalzi: 10 vs Notre Dame (9 febbraio 2013)
- Massimo di assist: 13 vs Connecticut (8 marzo 2014)
- Massimo di palle rubate: 8 vs North Carolina A&T (21 marzo 2013)
- Massimo di stoppate: 1 (8 volte)
- Massimo di minuti giocati: 56 vs Notre Dame (9 febbraio 2013)

### NBA

#### Regular season
| Anno      | Squadra           | PG | PT | MP  | TC%  | 3P%  | TL%  | RP  | AP  | PRP | SP  | PP  |
| --------- | ----------------- | -- | -- | --- | ---- | ---- | ---- | --- | --- | --- | --- | --- |
| 2014-2015 | N.O. Pelicans     | 6  | 0  | 4,8 | 20,0 | 16,7 | -    | 0,5 | 0,3 | 0,0 | 0,0 | 0,8 |
| 2014-2015 | Memphis Grizzlies | 6  | 0  | 6,0 | 40,0 | 20,0 | 92,3 | 0,5 | 1,0 | 0,5 | 0,0 | 4,2 |
| 2015-2016 | Memphis Grizzlies | 15 | 0  | 4,4 | 31,8 | 20,0 | 61,5 | 0,6 | 0,7 | 0,3 | 0,1 | 1,5 |
| Carriera  | Carriera          | 27 | 0  | 4,9 | 31,9 | 18,8 | 76,9 | 0,6 | 0,7 | 0,3 | 0,0 | 2,0 |

#### Play-off
| Anno | Squadra           | PG | PT | MP  | TC% | 3P% | TL% | RP  | AP  | PRP | SP  | PP  |
| ---- | ----------------- | -- | -- | --- | --- | --- | --- | --- | --- | --- | --- | --- |
| 2015 | Memphis Grizzlies | 2  | 0  | 1,5 | -   | -   | -   | 0,0 | 1,0 | 0,0 | 0,0 | 0,0 |

#### Massimi in carriera
- Massimo di punti: 16 vs Golden State Warriors (13 aprile 2015)[20]
- Massimo di rimbalzi: 3 vs Oklahoma City Thunder (8 dicembre 2015)
- Massimo di assist: 4 vs Golden State Warriors (13 aprile 2015)
- Massimo di palle rubate: 2 vs Los Angeles Lakers (27 dicembre 2015)
- Massimo di stoppate: 1 vs Los Angeles Lakers (27 dicembre 2015)
- Massimo di minuti giocati: 15 vs Washington Wizards (12 marzo 2015)

## Palmarès
- Campione NCAA (2013)
- NCAA AP All-America First Team (2014)
- NCAA AP All-America Third Team (2013)